# Silene choulettii
Silene choulettii är en nejlikväxtart som beskrevs av Cosson. Silene choulettii ingår i släktet glimmar, och familjen nejlikväxter. Inga underarter finns listade i Catalogue of Life.